# Шульц-88
«Шульц-88» — неонацистская радикальная группировка, действовавшая в Санкт-Петербурге и Ленинградской области с апреля 2001 до марта 2003 года. Создана Дмитрием Бобровым по прозвищу Шульц.
В 2009 Бобров создал петербургскую общественную организацию «Национальная социалистическая инициатива».

## История
Группировка была создана в день рождения Адольфа Гитлера 20 апреля 2001 года Дмитрием Бобровым по прозвищу Шульц. Участники «Шульц-88» совершали нападения на выходцев из стран СНГ, а также Китая, Кореи и Африки, на лиц, исповедующих иудаизм и представителей молодёжных субкультур, враждебных движению наци-скинхедов. Группировка выпускала собственный журнал «Made in St-Petersburg», издававшийся и распространявшийся подпольно. Всего за время существования «Шульц-88» было выпущено 4 номера. Также группировка имела отношение к изданию журнала «Гнев Перуна». Группировка организовала несколько нелегальных концертов неонацистских музыкальных групп в Санкт-Петербурге. 22 декабря 2002 года они организовали концерт групп «Сварог» и «Позиция». 24 апреля 2003 года ими был организован концерт московской группы «Коловрат», культовой среди русских наци-скинхедов.
Председатель Государственной думы Борис Грызлов в конце 2007 года выступил с заявлением о том, что группировка «практически полностью разгромлена», её лидер Дмитрий Бобров был арестован ещё 24 октября 2003 года, был приговорён к шести годам заключения с отбыванием в колонии общего режима.

## Известные участники
- Дмитрий Бобров. Лидер организации «Шульц-88». Арестован в 2003 году[5]. Ему было предъявлено обвинение в создании экстремистского сообщества[6][7][8][9]. В 2005 году приговорён к 6 годам лишения свободы[4]. С учётом срока, проведённого в предварительном заключении, был освобождён в 2009 году. Дважды был приговорён к заключению по статье 282 УК РФ «возбуждение ненависти и вражды», однако после её декриминализации был освобожден[10][11][12].
- Дмитрий Боровиков (Кислый). Находился в розыске по делу «Mad Crowd». 18 мая 2006 года убит при задержании сотрудниками милиции[13].
- Алексей Воеводин (СВР). Лидер «Боевой террористической организации» Воеводина-Боровикова[14]. Также являлся одним из лидеров экстремистского сообщества «Mad Crowd», был осужден 14 декабря 2005 года за участие в нём. 14 июня 2011 года городским судом Петербурга приговорён к пожизненному заключению[15]. Является автором текста «Моя война», внесённого в Федеральный список экстремистских материалов за номером 1159. 13 сентября 2016 года, находясь в колонии «Полярная Сова», убил сокамерника.
- Руслан Мельник. Правая рука Дмитрия Боброва[16], после ухода из «Шульц-88» возглавлял группировку ультраправых футбольных хулиганов «Mad Crowd». В 2006 году арестован. На момент ареста уже несколько лет находился в международном розыске по обвинению в создании экстремистского сообщества и разжигании межнациональной розни[17]. В феврале 2013 года был арестован за участие в банде, ограбившей банки на сумму более 300 млн рублей[18]. В 2016 году приговорён к 15 годам лишения свободы[19].
- Алексей Вострокнутов (Алекс). На процессе по делу «Шульц-88» судом оправдан за отсутствием доказательств[20]. Погиб, упав с крыши 16 августа 2011 года в Петербурге[21]. Похоронен укрытым флагом со свастикой.
- Тарас Музалёв. Арестован 29 октября 2007 года[22] за участие в организации террористического акта — попытку взорвать петербургский «Рокс-клаб» во время музыкального фестиваля «Music of streets» 13 октября 2007 года, когда во время концерта шведской рок-группы «Blisterhead» на сцену была брошена матерчатая сумка с самодельным взрывным устройством[23]. Осужден на 2,5 года колонии общего режима[24][25][26].
- Владимир Ражев. Погиб в результате несчастного случая 13 сентября 2012 года в Санкт-Петербурге.
- Александра (кличка Дара) — создатель и модератор фэн-сайта «Шульц-88» в 2004—2006 годах. Погибла в апреле 2013 года в возрасте 29 лет.
- Андрей Малюгин — вступил в банду Боровикова и Воеводина, был оправдан присяжными. Впоследствии осуждён на 12 лет за убийство корейца.
- Алексей Буторин. Осуждён условно[27][28]. Ныне боец смешанных единоборств.

## Процесс
Процесс по делу «Шульц-88» начался 17 марта 2004 года. Главным экспертом по делу «Шульц-88» был петербургский ученый-этнограф Николай Михайлович Гиренко. Он был убит 19 июня 2004 года. После гибели Гиренко его заключения продолжали использоваться в уголовном деле по нацистской группе «Шульц-88». Однако адвокаты обвиняемых и сами обвиняемые, ссылаясь на то, что Гиренко нет в живых, потребовали новых экспертных заключений. Суд был вынужден удовлетворить их ходатайство.

## «Национальная социалистическая инициатива»
В 2009 году Бобров был освобождён из мест заключения и создал петербургскую общественную организацию «Национальная социалистическая инициатива». 16 сентября 2015 года Санкт-Петербургский городской суд признал экстремистской организацию «Народная (Национальная) Социальная (Социалистическая) Инициатива», созданную экс-лидером радикальной группировки «Шульц-88» Дмитрием Бобровым.